# لتسلینگن
لتسلینگن (به آلمانی: Letzlingen) یک منطقهٔ مسکونی در آلمان است که در گراده‌لگن واقع شده‌است. لتسلینگن ۱٬۵۳۲ نفر جمعیت دارد.